# Великие Дедеркалы
Великие Дедеркалы (укр. Великі Дедеркали) — село в Кременецком районе Тернопольской области Украины. Административный центр Великодедеркальской сельской общины.
С 1944 и по 1962 год село было административным центром Великодедеркальского района. С 1962 и по 2020 год село входило в Шумский район.
Почтовый индекс — 47144. Телефонный код — 3558.

## Население
Население по переписи 2001 года составляло 1207 человек.

### Языковой состав
Родной язык населения по данным переписи 2001 года:
| Язык       | Численность, чел. | Доля     |
| ---------- | ----------------- | -------- |
| Украинский | 1 193             | 98,84 %  |
| Другое     | 14                | 1,16 %   |
| Итого      | 1 207             | 100,00 % |